# Ҙ
Dhe (Ҙ ҙ, chữ nghiêng: Ҙ ҙ) là một chữ cái trong bảng chữ cái Kirin. Nó được sử dụng trong tiếng Bashkir và tiếng Wakhi, đại diện cho âm /ð/ và /d͡z/. Hình dạng của nó bắt nguồn từ chữ cái Kirin Ze (З з З з). Chữ cái này được Latinh hóa thành ⟨ź⟩ trong tiếng Bashkir, trong khi đó ở tiếng Wakhi thì nó là ⟨ʒ⟩.
Chữ cái này được giới thiệu lần đầu tiên vào năm 1939.

## Mã máy tính
| Kí tự               | Ҙ                                         | Ҙ                                         | ҙ                                       | ҙ                                       |
| ------------------- | ----------------------------------------- | ----------------------------------------- | --------------------------------------- | --------------------------------------- |
| Tên Unicode         | CYRILLIC CAPITAL LETTER ZE WITH DESCENDER | CYRILLIC CAPITAL LETTER ZE WITH DESCENDER | CYRILLIC SMALL LETTER ZE WITH DESCENDER | CYRILLIC SMALL LETTER ZE WITH DESCENDER |
| Mã hóa ký tự        | decimal                                   | hex                                       | decimal                                 | hex                                     |
| Unicode             | 1176                                      | U+0498                                    | 1177                                    | U+0499                                  |
| UTF-8               | 210 152                                   | D2 98                                     | 210 153                                 | D2 99                                   |
| Tham chiếu ký tự số | &#1176;                                   | &#x498;                                   | &#1177;                                 | &#x499;                                 |